# مرحله مقدماتی جام ملت‌های اروپا ۲۰۲۰
مقدماتی جام ملت‌های اروپا ۲۰۲۰ مسابقات مقدماتی و انتخابی اروپا است. مسابقات از مارس ۲۰۱۹ تا مارس ۲۰۲۰ برگزار می‌شود تا ۲۴ تیم اروپایی به جام ملت‌های اروپا ۲۰۲۰ راه پیدا کنند.
مسابقات مقدماتی با حضور ۵۵ تیم عضو یوفا برگزار می‌شود. تیم ملی فوتبال کوزوو برای اولین بار در این مسابقات حضور دارد.

## گروه‌ها
بازیها از تاریخ ۲۱ مارس تا ۱۹ نوامبر ۲۰۱۹ برگزار میشود.

### گروه A
| رتبه | تیم       | بازی | برد | مساوی | باخت | گل زده | گل خورده | گل تفاضل | امتیاز | صلاحیت                               |
| ---- | --------- | ---- | --- | ----- | ---- | ------ | -------- | -------- | ------ | ------------------------------------ |
| ۱    | انگلستان  | ۸    | ۷   | ۰     | ۱    | ۳۷     | ۶        | —        | ۲۱     | صعود مستقیم به جام ملت‌های اروپا ۲۰۲۰ |
| ۲    | چک        | ۸    | ۵   | ۰     | ۳    | ۱۳     | ۱۱       | —        | ۱۵     | صعود مستقیم به جام ملت‌های اروپا ۲۰۲۰ |
| ۳    | کوزوو     | ۸    | ۳   | ۲     | ۳    | ۱۳     | ۱۶       | —        | ۱۱     | صعود به پلی آف                       |
| ۴    | بلغارستان | ۸    | ۱   | ۳     | ۴    | ۶      | ۱۷       | —        | ۶      | صعود به پلی آف                       |
| ۵    | مونته‌نگرو | ۸    | ۰   | ۳     | ۵    | ۳      | ۲۲       | —        | ۳      |                                      |

### گروه B
| رتبه | تیم        | بازی | برد | مساوی | باخت | گل زده | گل خورده | گل تفاضل | امتیاز | صلاحیت                               |
| ---- | ---------- | ---- | --- | ----- | ---- | ------ | -------- | -------- | ------ | ------------------------------------ |
| ۱    | اوکراین    | ۸    | ۶   | ۲     | ۰    | ۱۷     | ۴        | ۱۳+      | ۲۰     | صعود مستقیم به جام ملت‌های اروپا ۲۰۲۰ |
| ۲    | پرتغال     | ۸    | ۵   | ۲     | ۱    | ۲۲     | ۶        | ۱۶+      | ۱۷     | صعود مستقیم به جام ملت‌های اروپا ۲۰۲۰ |
| ۳    | صربستان    | ۸    | ۴   | ۲     | ۲    | ۱۷     | ۱۷       | ۰        | ۱۴     | صعود به پلی آف                       |
| ۴    | لوکزامبورگ | ۸    | ۱   | ۱     | ۶    | ۷      | ۱۶       | ۹−       | ۴      | صعود به پلی آف                       |
| ۵    | لیتوانی    | ۸    | ۰   | ۱     | ۷    | ۵      | ۲۵       | ۲۰−      | ۱      |                                      |

### گروه C
| رتبه | تیم          | بازی | برد | مساوی | باخت | گل زده | گل خورده | گل تفاضل | امتیاز | صلاحیت                               |
| ---- | ------------ | ---- | --- | ----- | ---- | ------ | -------- | -------- | ------ | ------------------------------------ |
| ۱    | آلمان        | ۸    | ۷   | ۰     | ۱    | ۳۰     | ۷        | ۲۳+      | ۲۱     | صعود مستقیم به جام ملت‌های اروپا ۲۰۲۰ |
| ۲    | هلند         | ۸    | ۶   | ۱     | ۱    | ۲۴     | ۷        | ۱۷+      | ۱۹     | صعود مستقیم به جام ملت‌های اروپا ۲۰۲۰ |
| ۳    | ایرلند شمالی | ۸    | ۴   | ۱     | ۳    | ۹      | ۱۳       | ۴−       | ۱۳     | صعود به پلی آف                       |
| ۴    | بلاروس       | ۸    | ۱   | ۱     | ۶    | ۴      | ۱۶       | ۱۲−      | ۴      | صعود به پلی آف                       |
| ۵    | استونی       | ۸    | ۰   | ۱     | ۷    | ۲      | ۲۶       | ۲۴−      | ۱      |                                      |

### گروه D
| رتبه | تیم           | بازی | برد | مساوی | باخت | گل زده | گل خورده | گل تفاضل | امتیاز | صلاحیت                               |
| ---- | ------------- | ---- | --- | ----- | ---- | ------ | -------- | -------- | ------ | ------------------------------------ |
| ۱    | سوئیس         | ۸    | ۵   | ۲     | ۱    | ۱۹     | ۶        | ۱۳+      | ۱۷     | صعود مستقیم به جام ملت‌های اروپا ۲۰۲۰ |
| ۲    | دانمارک       | ۸    | ۴   | ۴     | ۰    | ۲۳     | ۶        | ۱۷+      | ۱۶     | صعود مستقیم به جام ملت‌های اروپا ۲۰۲۰ |
| ۳    | جمهوری ایرلند | ۸    | ۳   | ۴     | ۱    | ۷      | ۵        | ۲+       | ۱۳     | صعود به پلی آف                       |
| ۴    | گرجستان       | ۸    | ۲   | ۲     | ۴    | ۷      | ۱۱       | ۴−       | ۸      | صعود به پلی آف                       |
| ۵    | جبل طارق      | ۸    | ۰   | ۰     | ۸    | ۳      | ۳۱       | ۲۸−      | ۰      |                                      |

### گروه E
| رتبه | تیم       | بازی | برد | مساوی | باخت | گل زده | گل خورده | گل تفاضل | امتیاز | صلاحیت                               |
| ---- | --------- | ---- | --- | ----- | ---- | ------ | -------- | -------- | ------ | ------------------------------------ |
| ۱    | کرواسی    | ۸    | ۵   | ۲     | ۱    | ۱۷     | ۷        | ۱۰+      | ۱۷     | صعود مستقیم به جام ملت‌های اروپا ۲۰۲۰ |
| ۲    | ولز       | ۸    | ۴   | ۲     | ۲    | ۱۰     | ۶        | ۴+       | ۱۴     | صعود مستقیم به جام ملت‌های اروپا ۲۰۲۰ |
| ۳    | اسلواکی   | ۸    | ۴   | ۱     | ۳    | ۱۳     | ۱۱       | ۲+       | ۱۳     | صعود به پلی آف                       |
| ۴    | مجارستان  | ۸    | ۴   | ۰     | ۴    | ۸      | ۱۱       | ۳−       | ۱۲     | صعود به پلی آف                       |
| ۵    | آذربایجان | ۸    | ۰   | ۱     | ۷    | ۵      | ۱۸       | ۱۳−      | ۱      |                                      |

### گروه F
| رتبه | تیم        | بازی | برد | مساوی | باخت | گل زده | گل خورده | گل تفاضل | امتیاز | صلاحیت                               |
| ---- | ---------- | ---- | --- | ----- | ---- | ------ | -------- | -------- | ------ | ------------------------------------ |
| ۱    | اسپانیا    | ۱۰   | ۸   | ۲     | ۰    | ۳۱     | ۵        | ۲۶+      | ۲۶     | صعود مستقیم به جام ملت‌های اروپا ۲۰۲۰ |
| ۲    | سوئد       | ۱۰   | ۶   | ۳     | ۱    | ۲۳     | ۹        | ۱۴+      | ۲۱     | صعود مستقیم به جام ملت‌های اروپا ۲۰۲۰ |
| ۳    | نروژ       | ۱۰   | ۴   | ۵     | ۱    | ۱۹     | ۱۱       | ۸+       | ۱۷     | صعود به پلی آف                       |
| ۴    | رومانی     | ۱۰   | ۴   | ۲     | ۴    | ۱۷     | ۱۵       | ۲+       | ۱۴     | صعود به پلی آف                       |
| ۵    | جزایر فارو | ۱۰   | ۱   | ۰     | ۹    | ۴      | ۳۰       | ۲۶−      | ۳      |                                      |
| ۶    | مالت       | ۱۰   | ۱   | ۰     | ۹    | ۳      | ۲۷       | ۲۴−      | ۳      |                                      |

### گروه G
| رتبه | تیم           | بازی | برد | مساوی | باخت | گل زده | گل خورده | گل تفاضل | امتیاز | صلاحیت                               |
| ---- | ------------- | ---- | --- | ----- | ---- | ------ | -------- | -------- | ------ | ------------------------------------ |
| ۱    | لهستان        | ۱۰   | ۸   | ۱     | ۱    | ۱۸     | ۵        | ۱۳+      | ۲۵     | صعود مستقیم به جام ملت‌های اروپا ۲۰۲۰ |
| ۲    | اتریش         | ۱۰   | ۶   | ۱     | ۳    | ۱۹     | ۹        | ۱۰+      | ۱۹     | صعود مستقیم به جام ملت‌های اروپا ۲۰۲۰ |
| ۳    | مقدونیه شمالی | ۱۰   | ۴   | ۲     | ۴    | ۱۲     | ۱۳       | ۱−       | ۱۴     | صعود به پلی آف                       |
| ۴    | اسلوونی       | ۱۰   | ۴   | ۲     | ۴    | ۱۶     | ۱۱       | ۵+       | ۱۴     | صعود به پلی آف                       |
| ۵    | اسرائیل       | ۱۰   | ۳   | ۲     | ۵    | ۱۶     | ۱۸       | ۲−       | ۱۱     |                                      |
| ۶    | لتونی         | ۱۰   | ۱   | ۰     | ۹    | ۳      | ۲۸       | ۲۵−      | ۳      |                                      |

### گروه H
| رتبه | تیم     | بازی | برد | مساوی | باخت | گل زده | گل خورده | گل تفاضل | امتیاز | صلاحیت                               |
| ---- | ------- | ---- | --- | ----- | ---- | ------ | -------- | -------- | ------ | ------------------------------------ |
| ۱    | فرانسه  | ۱۰   | ۸   | ۱     | ۱    | ۲۵     | ۶        | ۱۹+      | ۲۵     | صعود مستقیم به جام ملت‌های اروپا ۲۰۲۰ |
| ۲    | ترکیه   | ۱۰   | ۷   | ۲     | ۱    | ۱۸     | ۳        | ۱۵+      | ۲۳     | صعود مستقیم به جام ملت‌های اروپا ۲۰۲۰ |
| ۳    | ایسلند  | ۱۰   | ۶   | ۱     | ۳    | ۱۴     | ۱۱       | ۳+       | ۱۹     | صعود به پلی آف                       |
| ۴    | آلبانی  | ۱۰   | ۴   | ۱     | ۵    | ۱۶     | ۱۴       | ۲+       | ۱۳     | صعود به پلی آف                       |
| ۵    | آندورا  | ۱۰   | ۱   | ۱     | ۸    | ۳      | ۲۰       | ۱۷−      | ۴      |                                      |
| ۶    | مولدووا | ۱۰   | ۱   | ۰     | ۹    | ۴      | ۲۶       | ۲۲−      | ۳      |                                      |

### گروه I
| رتبه | تیم        | بازی | برد | مساوی | باخت | گل زده | گل خورده | گل تفاضل | امتیاز | صلاحیت                               |
| ---- | ---------- | ---- | --- | ----- | ---- | ------ | -------- | -------- | ------ | ------------------------------------ |
| ۱    | بلژیک      | ۱۰   | ۱۰  | ۰     | ۰    | ۴۰     | ۳        | ۳۷+      | ۳۰     | صعود مستقیم به جام ملت‌های اروپا ۲۰۲۰ |
| ۲    | روسیه      | ۱۰   | ۸   | ۰     | ۲    | ۳۳     | ۸        | ۲۵+      | ۲۴     | صعود مستقیم به جام ملت‌های اروپا ۲۰۲۰ |
| ۳    | اسکاتلند   | ۱۰   | ۵   | ۰     | ۵    | ۱۶     | ۱۹       | ۳−       | ۱۵     | صعود به پلی آف                       |
| ۴    | قبرس       | ۱۰   | ۳   | ۱     | ۶    | ۱۵     | ۲۰       | ۵−       | ۱۰     | صعود به پلی آف                       |
| ۵    | قزاقستان   | ۱۰   | ۳   | ۱     | ۶    | ۱۳     | ۱۷       | ۴−       | ۱۰     |                                      |
| ۶    | سان مارینو | ۱۰   | ۰   | ۰     | ۱۰   | ۱      | ۵۱       | ۵۰−      | ۰      |                                      |

### گروه J
| رتبه | تیم             | بازی | برد | مساوی | باخت | گل زده | گل خورده | گل تفاضل | امتیاز | صلاحیت                               |
| ---- | --------------- | ---- | --- | ----- | ---- | ------ | -------- | -------- | ------ | ------------------------------------ |
| ۱    | ایتالیا         | ۱۰   | ۱۰  | ۰     | ۰    | ۳۷     | ۴        | ۳۳+      | ۳۰     | صعود مستقیم به جام ملت‌های اروپا ۲۰۲۰ |
| ۲    | فنلاند          | ۱۰   | ۶   | ۰     | ۴    | ۱۶     | ۱۰       | ۶+       | ۱۸     | صعود مستقیم به جام ملت‌های اروپا ۲۰۲۰ |
| ۳    | یونان           | ۱۰   | ۴   | ۲     | ۴    | ۱۲     | ۱۴       | ۲−       | ۱۴     | صعود به پلی آف                       |
| ۴    | بوسنی و هرزگوین | ۱۰   | ۴   | ۱     | ۵    | ۲۰     | ۱۷       | ۳+       | ۱۳     | صعود به پلی آف                       |
| ۵    | ارمنستان        | ۱۰   | ۳   | ۱     | ۶    | ۱۴     | ۲۵       | ۱۱−      | ۱۰     |                                      |
| ۶    | لیختن‌اشتاین     | ۱۰   | ۰   | ۲     | ۸    | ۲      | ۳۱       | ۲۹−      | ۲      |                                      |

## پلی آف

### مسیر A
|  | نیمه نهایی                        | نیمه نهایی |                               |   | فینال | فینال |
|  |                                   |            |                               |   |       |       |
|  | 8 اکتبر 2020 – استادیوم ملی صوفیه |            |                               |   |       |       |
|  |                                   |            |                               |   |       |       |
|  | بلغارستان                         | 1          |                               |   |       |       |
|  | بلغارستان                         | 1          | 12 نوامبر 2020 – فرنتس پوشکاش |   |       |       |
|  | مجارستان                          | 3          |                               |   |       |       |
|  | مجارستان                          | 3          | مجارستان                      | 2 |       |       |
|  | 8 اکتبر 2020 – لویگارتالس‌وتلور    |            | مجارستان                      | 2 |       |       |
|  |                                   | ایسلند     | 1                             |   |       |       |
|  | ایسلند                            | ایسلند     | 1                             | 2 |       |       |
|  | ایسلند                            |            |                               | 2 |       |       |
|  | رومانی                            | 1          |                               |   |       |       |
|  | رومانی                            | 1          |                               |   |       |       |

### مسیر B
|  | نیمه نهایی                        | نیمه نهایی     |                                       |       | فینال | فینال |
|  |                                   |                |                                       |       |       |       |
|  | 8 اکتبر 2020 – ورزشگاه سارایاوو   |                |                                       |       |       |       |
|  |                                   |                |                                       |       |       |       |
|  | بوسنی و هرزگوین                   | 1 (3)          |                                       |       |       |       |
|  | بوسنی و هرزگوین                   | 1 (3)          | 12 نوامبر 2020 – ورزشگاه ویندزور پارک |       |       |       |
|  | ایرلند شمالی (پ)                  | 1 (4)          |                                       |       |       |       |
|  | ایرلند شمالی (پ)                  | 1 (4)          | ایرلند شمالی                          | 1     |       |       |
|  | 8 اکتبر 2020 – ورزشگاه براتیسلاوا |                | ایرلند شمالی                          | 1     |       |       |
|  |                                   | اسلواکی (و.ا.) | 2                                     |       |       |       |
|  | اسلواکی (پ)                       | اسلواکی (و.ا.) | 2                                     | 0 (4) |       |       |
|  | اسلواکی (پ)                       |                |                                       | 0 (4) |       |       |
|  | جمهوری ایرلند                     | 0 (2)          |                                       |       |       |       |
|  | جمهوری ایرلند                     | 0 (2)          |                                       |       |       |       |

### مسیر C
|  | نیمه نهایی                           | نیمه نهایی   |                                    |       | فینال | فینال |
|  |                                      |              |                                    |       |       |       |
|  | 8 اکتبر 2020 – اولیوال استادیوم اسلو |              |                                    |       |       |       |
|  |                                      |              |                                    |       |       |       |
|  | نروژ                                 | 1            |                                    |       |       |       |
|  | نروژ                                 | 1            | 12 توامبر 2020 – ورزشگاه ستاره سرخ |       |       |       |
|  | صربستان (و.ا.)                       | 2            |                                    |       |       |       |
|  | صربستان (و.ا.)                       | 2            | صربستان                            | 1 (4) |       |       |
|  | 8 اکتبر 2020 – ورزشگاه همپدن پارک    |              | صربستان                            | 1 (4) |       |       |
|  |                                      | اسکاتلند (پ) | 1 (5)                              |       |       |       |
|  | اسکاتلند (پ)                         | اسکاتلند (پ) | 1 (5)                              | 0 (5) |       |       |
|  | اسکاتلند (پ)                         |              |                                    | 0 (5) |       |       |
|  | اسرائیل                              | 0 (3)        |                                    |       |       |       |
|  | اسرائیل                              | 0 (3)        |                                    |       |       |       |

### مسیر D
|  | نیمه نهایی                         | نیمه نهایی    |                                      |   | فینال | فینال |
|  |                                    |               |                                      |   |       |       |
|  | 8 اکتبر 2020 – ورزشگاه دینامو آرنا |               |                                      |   |       |       |
|  |                                    |               |                                      |   |       |       |
|  | گرجستان                            | 1             |                                      |   |       |       |
|  | گرجستان                            | 1             | 12 نوامبر 2020 – ورزشگاه دینامو آرنا |   |       |       |
|  | بلاروس                             | 0             |                                      |   |       |       |
|  | بلاروس                             | 0             | گرجستان                              | 0 |       |       |
|  | 8 اکتبر 2020 – ورزشگاه فیلیپ دوم   |               | گرجستان                              | 0 |       |       |
|  |                                    | مقدونیه شمالی | 1                                    |   |       |       |
|  | مقدونیه شمالی                      | مقدونیه شمالی | 1                                    | 2 |       |       |
|  | مقدونیه شمالی                      |               |                                      | 2 |       |       |
|  | کوزوو                              | 1             |                                      |   |       |       |
|  | کوزوو                              | 1             |                                      |   |       |       |